# Direito internacional privado

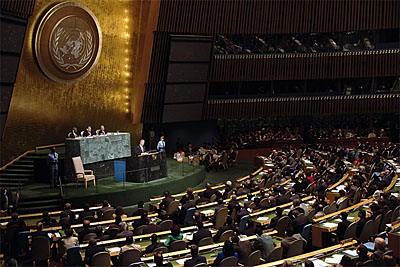
Reunião geral das Nações Unidas

Direito internacional privado é o conjunto de normas jurídicas, criado por uma autoridade política autônoma (um Estado nacional ou uma sua província que disponha de uma ordem jurídica autônoma), com o propósito de resolver os conflitos de leis no espaço.
Em termos simples, o Direito internacional privado é um conjunto de regras de direito interno que indica ao juiz local que lei – se a do foro ou a estrangeira; ou dentre duas estrangeiras - deverá ser aplicada a um caso (geralmente privado) que tenha relação com mais de um país.
A possibilidade de o juiz de um país (“juiz do foro”) aplicar lei estrangeira decorre da necessidade de se reconhecer fatos e atos jurídicos constituídos em outros países e cuja negação pelo juiz do foro causaria uma injustiça. Por exemplo, o Direito internacional privado brasileiro dispõe que a lei do país em que for domiciliada a pessoa determina as regras sobre a capacidade: esta regra específica foi estabelecida pelo direito brasileiro para evitar, dentre outros problemas, que uma pessoa domiciliada num país estrangeiro e reconhecida ali como maior de idade venha a ser considerada menor de idade no Brasil (caso a lei brasileira e a estrangeira divirjam nesse particular – um “conflito de leis”), o que seria inconveniente e injusto. Este é apenas um exemplo do conjunto de regras que o Brasil criou para evitar conflitos semelhantes. Da mesma maneira que o Brasil, cada Estado nacional possui o seu Direito internacional privado, com regras não necessariamente uniformes.
Ao estudo dos conflitos de leis no espaço, muitos juristas acrescentam no escopo do Direito internacional privado as normas de direito interno referentes ao conflito de jurisdições, à nacionalidade e à condição jurídica do estrangeiro.

## Terminologia
A denominação "direito internacional privado" foi cunhada pelo jurista norte-americano Joseph Story em sua obra Commentaries on the Conflict of Laws, de 1834, e empregada pelo jurista francês Jean-Jacques Gaspard Foelix no título de uma de suas obras, Traité du Droit International Privé ou du conflit des lois des differentes nations, de 1843. Como o nome não reflete a natureza da norma de Direito internacional privado (ver Natureza da norma de Direito internacional privado, abaixo), muitos juristas procuraram cunhar denominações alternativas, sem grande sucesso: direito privado internacional, nomantologia, direito intersistemático, direito interespacial, direito interjurídico.
Os juristas anglo-saxões costumam empregar a denominação Conflict of Laws ("conflito de leis"), bem mais precisa.

## História
Nas sociedades antigas, o estrangeiro, como regra, não gozava de direitos e, como consequência, não havia conflitos entre ordens jurídicas diversas, razão de ser do Direito internacional privado. A eventual necessidade de julgar os estrangeiros levou à criação de tribunais excepcionais, como o do Pretor Peregrino, em Roma, e o do Polemarca, em Atenas. Por outro lado, o Pentateuco continha normas sobre o tratamento equânime do estrangeiro entre o povo judeu.
Com as invasões bárbaras do século V e o fim do Império Romano do Ocidente, surgiu o sistema da personalidade da lei, segundo o qual cada indivíduo, em território estrangeiro, gozava do direito de reger sua vida pelas leis da sua origem. Como cada grupo conservava os seus próprios costumes, conviviam, portanto, no mesmo território, o direito romano (para reger os antigos cidadãos romanos) e o de diferentes povos bárbaros. De modo a procurar resolver os conflitos de leis naturalmente provocados por este estado de coisas, criaram-se certas regras de conflito de leis, como as que aplicavam a lei do vendedor à compra e venda, a da origem nacional do falecido à sucessão, e a da origem nacional do marido à mulher.
Posteriormente, a fixação do homem na terra, a organização dos feudos e a autonomia do senhor feudal marcaram o fim da fase da personalidade da lei e o início da aplicação do princípio oposto, o da territorialidade da lei. As populações passaram a submeter-se exclusivamente à lei em vigor em seus territórios, o que impedia o aparecimento de conflitos de leis.
A partir do século XI, as cidades-Estado do norte da Itália, que se haviam tornado grandes centros comerciais começaram a transformar o seu direito consuetudinário em estatutos escritos, voltados principalmente para o direito privado e com diferenças entre si. A intensificação do comércio na região levava a contatos frequentes entre mercadores de diversas cidades, cujos eventuais diferendos, levados a tribunais locais, impunham a necessidade de definir qual o estatuto aplicável ao caso. As primeiras tentativas de estabelecimento de regras para resolver tais conflitos de leis marcam, segundo alguns, o início da ciência do Direito internacional privado.

## Natureza da norma de Direito internacional privado
O nome deste ramo do direito é consagrado pelo uso e as alternativas propostas nunca entraram no emprego corrente. Entretanto, a denominação a rigor é equivocada. Em primeiro lugar, o Direito internacional privado não é direito privado, embora seu objeto principal, o conflito de leis no espaço, busque solucionar problemas que envolvem principalmente interesses privados, destinadas ao juiz e ao intérprete da lei, que lhes permitam resolver os mencionados conflitos de leis. Assemelham-se aqui, para fins tão somente de classificação em direito privado, às normas de direito processual.
A segunda incorreção terminológica frente à natureza do Direito internacional privado é o fato de que, a despeito do nome, o Direito internacional privado é essencialmente direito nacional, interno. As regras de resolução dos conflitos de leis no espaço a ser aplicadas, por hipótese, por um juiz português, constituem direito interno, produzido pelo legislador português.
O relacionamento entre o Direito internacional privado e o direito internacional público desenvolve-se como o deste último com qualquer outro ramo do direito interno. Por exemplo, um tratado para evitar a bitributação (direito internacional público) pode conter regras sobre o direito tributário dos Estados signatários (direito interno); o tratado, porém, será sempre direito internacional público. Da mesma maneira, um tratado sobre regras uniformes de Direito internacional privado é direito internacional público, embora possa determinar regras de direito interno (o Direito internacional privado, neste caso) para os signatários.
Embora alguns estudiosos repudiem a noção de que o escopo do Direito internacional privado inclui o conflito de leis entre províncias ou estados federados, é inegável que este ramo do direito também os disciplina. São exemplos as regras de solução de conflitos de leis entre os estados norte-americanos. Como se vê, a rigor não haveria que se falar em direito internacional privado.

## Objeto da norma de Direito internacional privado
Numa definição estrita, o Direito internacional privado compreende apenas as normas de solução dos conflitos de leis no espaço. Muitos estudiosos, porém, entendem que as regras de direito referentes a nacionalidade, conflito de jurisdições e condição jurídica do estrangeiro também integram o objeto do Direito internacional privado.

### Conflito de leis no espaço
Entende-se como conflito de leis no espaço qualquer relação humana ligada a duas ou mais ordens jurídicas cujas normas não são coincidentes. O juiz ou o intérprete da lei, diante de um caso de conflito de leis no espaço, assiste portanto à concorrência de duas ou mais leis - produzidas por países (ou províncias) diferentes - sobre a mesma questão jurídica.
A dúvida sobre qual direito (o nacional ou o estrangeiro; ou um dentre dois ou mais direitos estrangeiros) aplicar a um caso concreto envolvendo estrangeiros nasce da circulação de pessoas e coisas no espaço, de um lado, e, de outro, da proliferação de ordens jurídicas nacionais - e, em alguns casos, provinciais ou estaduais - autônomas que procuram regular, cada uma a seu modo, as mesmas situações jurídicas. Sendo impossíveis as soluções mais simplistas para o problema (a supressão do intercâmbio humano além-fronteiras ou a uniformização legislativa mundial), cabe ao juiz ou ao intérprete resolver o eventual conflito que se lhe apresente por meio da escolha dentre uma das leis concorrentes.
Tal escolha é efetuada com base em regras preestabelecidas, cujo conjunto constitui o Direito internacional privado.
Na imensa maioria dos casos, apenas uma ordem jurídica rege os fatos e atos jurídicos em um determinado local. Por exemplo, um contrato celebrado em São Paulo, Brasil, provavelmente terá sido assinado por brasileiros residentes no Brasil, e seus efeitos serão produzidos em território brasileiro, razão pela qual ele é regido pela lei brasileira. Mas ocorre às vezes que um fato ou ato jurídico (no exemplo, o contrato) tem relação com mais de uma ordem jurídica. Ainda no mesmo exemplo, seria o caso de um contrato assinado entre um brasileiro e um escocês, ou destinado a produzir efeitos no estado da Califórnia, Estados Unidos.
Dentre estes casos, há algumas situações especiais, em que o intérprete da lei (advogado, juiz ou outro) depara com um fato ou ato jurídico ligado a duas ou mais ordens jurídicas autônomas cujas normas, aplicáveis ao caso (no exemplo, o contrato), são divergentes - um conflito de leis no espaço. Retomando o exemplo, um contrato assinado entre um escocês de 17 anos de idade, domiciliado na Escócia, e um brasileiro de 18 anos é motivo de litígio em juízo no Brasil. O brasileiro, que deseja anular o contrato, argumenta que o escocês é menor de idade, pois a capacidade jurídica plena no Brasil começa aos 18 anos; o escocês, em sua defesa, alega que a maioridade na Escócia começa aos 16 anos e que é esta lei (a escocesa) que o juiz deve aplicar para determinar a sua capacidade jurídica. Nestes termos, o juiz brasileiro acolherá a alegação do escocês. Por quê?
Confrontado com um caso ligado a duas ordens jurídicas diferentes, o juiz consultará o Direito internacional privado brasileiro. Este, contido em grande parte na Lei de Introdução às Normas do Direito Brasileiro (LINDB), dispõe que a lei do país em que for domiciliada a pessoa determina as regras sobre a capacidade. Assim sendo, e considerando que o escocês do exemplo é domiciliado na Escócia, quem define, para o juiz brasileiro, a capacidade jurídica daquele cidadão escocês é a lei escocesa. Está solucionado, mediante as regras do Direito internacional privado brasileiro, um caso de conflito de leis no espaço (entre a brasileira e a escocesa) com que deparava um juiz brasileiro.
A aplicação do Direito internacional privado a um caso concreto ocorre por meio de três conceitos: o de "categoria de relações jurídicas" (ou "qualificação"), o de "elemento de conexão" e o de "lei competente". Por exemplo, o Direito internacional privado brasileiro dispõe que "para qualificar e reger as obrigações, aplicar-se-á a lei do país em que constituírem". Um juiz brasileiro que tenha em mãos um caso de conflito de leis sobre um contrato celebrado na França se perguntará, em primeiro lugar, qual a categoria de relações jurídicas (no caso, trata-se de obrigações – um contrato); em segundo lugar, qual o elemento de conexão que o Direito internacional privado brasileiro manda usar para reger as obrigações (é a lei do lugar onde se constituíram – a França); concluirá então que a lei competente para reger o contrato do exemplo é a francesa.
Embora a imensa maioria dos casos de Direito internacional privado diga respeito a questões de direito privado (família, sucessões, obrigações, personalidade e capacidade etc.), alguns juristas entendem que o Direito internacional privado pode se aplicar também a questões de direito público.

#### Elementos de conexão
Os elementos de conexão constituem-se na chave para solucionar os conflitos de leis no espaço. As diversas legislações nacionais de Direito internacional privado organizam-se, via de regra, em torno daqueles, que apontam a lei competente para solucionar os conflitos. Valladão define-os como certas circunstâncias diretamente ligadas ao caso, usadas pela norma de Direito internacional privado para indicar a lei competente.
Valladão classifica os elementos de conexão em:
- reais: a situação da coisa, o lugar do ato ou fato, o lugar do contrato ou de sua execução, o lugar da origem ou nascimento, o lugar do domicílio;
- pessoais: a nacionalidade, a religião, a tribo, a raça, a vontade; e
- institucionais: o pavilhão ou a matrícula de navio ou aeronave, o foro (i.e., a autoridade que conhece do caso).

Outro exemplo de classificação é a doutrina francesa (são, a rigor, "regras de conexão", pois já indicam o elemento e a lei competente):
- o estatuto pessoal é regido pela lei nacional;
- o estatuto real é regido pela lei da situação dos bens; e
- os fatos e atos jurídicos são regidos pela lei do local de sua ocorrência ou pela da escolha das partes.

São exemplos de elementos de conexão (enunciados tradicionalmente em latim):
- lex patriae: lei da nacionalidade da pessoa física;
- lex domicilii: lei do domicílio;
- lex loci actus e locus regit actus: lei do local da realização do ato jurídico;
- lex loci contractus: lei da celebração do contrato;
- lex loci solutionis: lei do local onde a obrigação ou o contrato deve ser cumprido;
- lex voluntatis: lei de escolha dos contratantes;
- lex loci delicti: lei do lugar onde o ato ilícito foi cometido;
- lex rei sitae: lei do local em que a coisa se encontra;
- mobilia sequuntur personam: lei do local onde se encontra o proprietário (para bens móveis);
- lex loci celebrationis: a lei do local da celebração rege as formalidades do casamento;
- lex monetae: lei do local em cuja moeda a dívida está expressa;
- lex loci executionis: lei do local onde se procede à execução forçada de uma obrigação;
- lex fori: lei do local onde corre a ação judicial.

Dentre os elementos de conexão acima, cada país escolhe os que melhor lhes convêm para compor o seu Direito internacional privado. Por exemplo, o Direito internacional privado brasileiro elegeu a lex domicilii para reger o começo e o fim da personalidade, o nome, a capacidade e os direitos de família; outros países preferem a lex patriae. O Brasil emprega a lex rei sitae para reger os bens; outros Estados podem recorrer à mobilia sequuntur personam.

### Nacionalidade
O estudo da nacionalidade é de grande importância para o Direito internacional privado, já que o tema é um dos elementos de conexão (lex patriae) utilizados por diversos países para resolver conflitos de leis no espaço referentes ao estatuto pessoal (personalidade, capacidade etc.). A verificação da nacionalidade de uma pessoa permite distinguir entre nacionais e estrangeiros, que gozam de direitos diferentes.
Nacionalidade é o vínculo jurídico de direito público interno entre uma pessoa e um Estado. A nacionalidade pressupõe que a pessoa goze de determinados direitos frente ao Estado de que é nacional, como o direito de residir e trabalhar no território do Estado, o direito de votar e ser votado (este, conhecido como cidadania), o direito de não ser expulso ou extraditado e o direito à proteção do Estado (inclusive a proteção diplomática e a assistência consular, quando o nacional se encontra no exterior), dentre outros.

### Condição jurídica do estrangeiro
Tradicionalmente, o Direito internacional privado também estuda a entrada, permanência e saída dos estrangeiros em determinado Estado, bem como sua capacidade local de gozo de direitos em face dos indivíduos que são nacionais ou residentes daquele país. O conjunto de textos legais de um Estado sobre tais assuntos é constitutivo da condição dos indivíduos estranhos ao sistema jurídico local (os chamados estrangeiros ou estranhos) enquanto ali se encontrarem. Temas como vistos, residência permanente, passaportes, imigração, deportação, expulsão e extradição são portanto tratados pelo Direito internacional privado. Outras questões também podem ser objeto da disciplina, no que se refere à capacidade jurídica dos estrangeiros, como os direitos políticos, a propriedade e a possibilidade ou impossibilidade de ocuparem cargo público.
Ao longo da história, a condição jurídica do estrangeiro oscilou desde o extremo da discriminação absoluta, que negava ao estranho o gozo de quaisquer direitos, até a concepção moderna da igualdade de todos perante a lei, embora mesmo esta comporte exceções no que se refere ao estrangeiro.
Tais normas, em regra, são qualificadas como de ordem pública. Assim sendo, a discriminação do estrangeiro frente ao nacional pode fundar-se somente em motivos de interesse público.

## No Brasil
Em princípio, a lei brasileira deve ser aplicada a todos os brasileiros e estrangeiros que se encontrem em território brasileiro (regra da territorialidade). Entretanto a Lei de Introdução às Normas do Direito Brasileiro (LINDB) contém os elementos de conexão que indicarão a lei aplicável a casos conectados com legislações de mais de um país.
Processos que envolvam estrangeiros são de competência de autoridade judiciária brasileira sempre que o réu for domiciliado no Brasil ou aqui tiver de ser cumprida a obrigação ou pena. Da mesma maneira, só à autoridade judiciária brasileira compete conhecer sobre as ações relativas a imóveis situados no Brasil. Poderá, contudo, cumprir solicitações de autoridade estrangeira competente pelas chamadas cartas rogatórias (por exemplo: num processo judicial na Alemanha, o juiz solicita a um juiz brasileiro que ouça determinada testemunha domiciliada aqui).
Já a homologação de sentença estrangeira, desde a Emenda Constitucional n.º 45, é um procedimento levado ao Superior Tribunal de Justiça cujo objetivo é possibilitar o cumprimento de sentenças estrangeiras no território brasileiro. Só pode ser apresentada mediante alguns requisitos (definidos no art.15 da LINDB), como haver sido proferida por juiz competente, e estar traduzida por intérprete autorizado.
Observa-se porém que as leis, os atos e as sentenças de outro país não terão eficácia no Brasil quando ofenderem a soberania nacional, a ordem pública e os bons costumes (art.17 da LINDB).
Os limites a aplicação do Direito Estrangeiro estão na ordem pública, nas normas imperativas (lois de police) e no princípio de neutralização dos efeitos da fraude à lei.
A ordem pública representa os valores da sociedade local. As normas imperativas representam as leis nacionais que têm um valor especial no ordenamento jurídico local, como normas trabalhistas, direitos da criança, legislação trabalhista. 